# Lo que no sabías - Tour (En vivo Bogotá)
Lo que no sabías - Tour (En vivo Bogotá) es el primer álbum en vivo de la banda de rock alternativo  Don Tetto. Grabado en el Teatro Metropolitan de la ciudad de Bogotá, fue publicado el 25 de mayo de 2010 en conmemoración del cierre de gira y álbum debut Lo Que No Sabías, conglomerando a todas las Tettomanías del país (Bogotá, Medellín, Cali, Pereira, etc.).

## Lista de canciones
| N.º | Título                                     | Escritor(es)                        | Duración |  |
| 1.  | «Quisiera»                                 | Leongómez Pulecio Medina Valderrama | 5:04     |  |
| 2.  | «Soledad»                                  | Leongómez Pulecio Medina Valderrama | 3:40     |  |
| 3.  | «Fallido intento»                          | Leongómez Pulecio Medina Valderrama | 6:12     |  |
| 4.  | «No tengas miedo»                          | Leongómez Pulecio Medina Valderrama | 3:29     |  |
| 5.  | «Perdido en un lugar»                      | Leongómez Pulecio Medina Valderrama | 3:33     |  |
| 6.  | «Yo estaré bien»                           | Leongómez Pulecio Medina Valderrama | 4:05     |  |
| 7.  | «Solo de guitarra (Por Carlos León Gómez)» | Leongómez Pulecio Medina Valderrama | 3:26     |  |
| 8.  | «Adiós»                                    | Leongómez Pulecio Medina Valderrama | 3:34     |  |
| 9.  | «Ha vuelto a suceder (Acústico)»           | Leongómez Pulecio Medina Valderrama | 3:17     |  |
| 10. | «Miénteme, prométeme (Acústico)»           | Leongómez Pulecio Medina Valderrama | 1:03     |  |
| 11. | «Dime»                                     | Leongómez Pulecio Medina Valderrama | 3:27     |  |
| 12. | «No es suficiente»                         | Leongómez Pulecio Medina Valderrama | 4:17     |  |
| 13. | «Pienso»                                   | Leongómez Pulecio Medina Valderrama | 4:32     |  |
| 14. | «No estaba acostumbrado»                   | Leongómez Pulecio Medina Valderrama | 3:16     |  |
| 15. | «Historia»                                 | Leongómez Pulecio Medina Valderrama | 3:05     |  |
| 16. | «Auto rojo»                                | Vilma Palma e Vampiros              | 5:30     |  |
| 17. | «El toke»                                  | Leongómez Pulecio Medina Valderrama | 3:03     |  |
| 18. | «Adicto al dolor (Lágrimas)»               | Leongómez Pulecio Medina Valderrama | 5:57     |  |
| 19. | «Ha vuelto a suceder»                      | Leongómez Pulecio Medina Valderrama | 4:21     |  |

## Personal
Don Tetto
- Diego Pulecio – voz principal, guitarra rítmica
- Carlos Leongómez – guitarra principal, guitarra electro-acústica
- Jaime Valderrama – bajo, voz secundaria
- Jaime Medina – baterías y percusión

Personal adicional
- Alberto Amarenco - dirección
- Fabio Acosta – producción ejecutiva, dirección
- Germán Tarazona - mezcla, ingeniero FOH
- Hugo Pinzón – mezcla, ingeniero de monitores
- Boris Millán – masterización
- Ado Arias - producción
- Wilson Mora - técnico de guitarra
- Alejandro Duque - técnico de batería
- Carlos Parada - fotografía
- Mauricio Vilar - fotografía